# Cantonul Seilhac
Cantonul Seilhac este un canton din arondismentul Tulle, departamentul Corrèze, regiunea Limousin, Franța.

## Comune
- Beaumont
- Chamboulive
- Chanteix
- Lagraulière
- Pierrefitte
- Saint-Clément
- Saint-Jal
- Saint-Salvadour
- Seilhac (reședință)